# 더체크
더체크(The Check)는 2019년 7월에 설립된 대한민국의 사업자 맞춤 애플리케이션 플랫폼 기업이다.
더체크는 사업자에게 꼭 필요한 카드매출정산, 전자 근로계약서, 실시간 부가세 조회 서비스 기능을 '평생 무료' 제공이라는 캐치프레이즈를 걸고 사업자에게 무상 서비스하고 있다. 2021년 10월 현재까지 약 26만 이상의 회원이 가입해 이용 중에 있으며, 기존 서비스 외에도 공동구매 등 사업자에게 필요한 다양한 서비스를 준비하고 있다. 더체크 광고에는 방송인 이하정이 출연한다.

## 연혁
2015.08 신용카드 매출정산 프로세스 개발 진행

2017.10 더체크 앱 개발 시작

2019.07 정보통신 빅데이터 플랫폼 비즈니스 기업 더체크 법인설립 등기

2020.03 매출정산 모바일 애플리케이션 오픈베타 더체크 앱 출시

2020.03 다중교차 검증 프로세스 특허출원 10-2020-035731

2020.03 UI/UX 화상특허 디자인 등록 특허출원 30-2020-0008047

2020.06 벤처인증, 한국기업데이터 기술역량 우수기업 인증 TI-3 등급 획득

2020.10 더체크 본사 삼성동에서 역삼동 현재 위치로 본사 사업장 이전

2020.12 카드 매출정산 플랫폼 더체크 이용자수 163,000명 달성

2021.03 사장님 필수 앱 더체크 V2.0 출시

2021.03 더체크 이용자수 200,000명 달성

2021.07 사장님 필수 앱 더체크 V2.2 업데이트시
2021.08 사장님 필수 앱 더체크 V2.2 사업자 보험 서비스 출시